# Nhà Farnese
Nhà Farnese (/fɑːrˈneɪzi, -zeɪ/, also US: /-eɪsi/, tiếng Ý: [farˈneːze, -eːse]) là một hoàng tộc có ảnh hưởng ở Bán đảo Ý thời Phục hưng. Các nhà cai trị của Công quốc Parma và Công quốc Castro đều có nguồn gốc từ hoàng tộc này.
Các thành viên quan trọng và nổi bật nhất của Nhà Farnese bao gồm Giáo hoàng Phaolô III, người cai trị Lãnh địa Giáo hoàng trong giai đoạn từ năm 1334 - 1349, Hồng y Alessandro Farnese, Công tước Alexander Farnese (một chỉ huy quân sự và Thống đốc của Hà Lan Tây Ban Nha), và Hoàng hậu Elisabeth Farnese, người đã trở thành vợ thứ 2 của Vua Felipe V của Tây Ban Nha, các hậu duệ của bà và Felipe V sau này trở thành vua của Tây Ban Nha và vua của Vương quốc Hai Sicilia.
Một số công trình kiến trúc và cổ vật quan trọng gắn liền với gia đình Farnese, có thể thông qua việc xây dựng hoặc mua lại. Các tòa nhà bao gồm Palazzo Farnese ở Rome và Villa Farnese ở Caprarola, và các hiện vật cổ bao gồm các Viên ngọc Farnese hiện được trưng bày tại Bảo tàng khảo cổ học quốc gia, Naples.

## Lịch sử nguồn gốc gia tộc

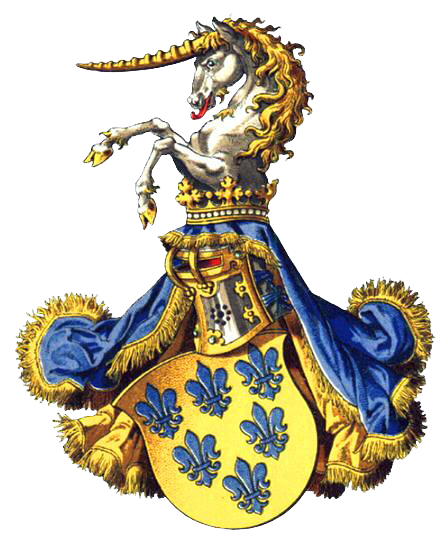
Biểu tượng của Công tước Parma

Gia tộc Farnese lần đầu tiên được nhắc đến là từ thế kỷ X, tên của gia tộc này được đặt theo tên của Castrum Farneti, một tài sản phong kiến mà họ sở hữu. Một số ý kiến khác thì cho rằng tên của gia tộc được đặt theo tên bản ngữ của loài sồi Farnia (Quercus robur) trong vùng, nhưng có người thì cho rằng cái tên này có nguồn gốc từ thời kỳ Lombard, được sử dụng để biểu thị một nhóm xã hội cụ thể.
Vào thế kỷ XII, người trong gia tộc Farnese trở thành những lãnh chúa sở hữu một số điền trang nhỏ ở các khu vực Tuscania và Orvieto, một số thành viên đã nắm giữ các vị trí chính trị trong xã hội. Một nhân vật trong gia tộc tên là Pietro đã đánh bại Ghibelline ở Tuscan vào năm 1110, và rất có thể đã chiến đấu chống lại người Italo-Norman vào năm 1134. Con trai của Pietro là Prudenzio đã được bổ nhiệm làm lãnh sự ở Orvieto và đánh bại Ghibelline ở Orvieto do Cộng hòa Siena hậu thuẫn. Một người con khác của Piertro đã bảo vệ một thị trấn, chống lại Hoàng đế Henry VI. Năm 1254, một người trong gia tộc Farnese tên là Ranuccio đã đánh bại quân của Todi và chiến đấu cho Giáo hoàng Urbanô IV chống lại Manfred, vua của Sicily. Con trai ông là Niccolò, tham gia vào quân đội của Guelph chiến đấu trong Trận Benevento.
Người nhà Farnese quay trở lại Tuscia (Nam Toscana-Bắc Lazio) vào năm 1319, khi họ chiếm được Farnese, Ischia di Castro, và các lâu đài Sala và San Savino. Năm 1354, Hồng y Albornoz đã trao lãnh thổ Valentano cho người nhà Farnese để đền đáp sự giúp đỡ của gia tộc này trong việc giúp Lãnh địa Giáo hoàng chống lại các cuộc bạo loạn trước đó. Trong thời kỳ này, Nhà Farnese đã chiến đấu chống lại Gia tộc Prefetti di Vico, đối thủ của Giáo hoàng.
Năm 1362, Pietro Farnese trở thành tổng chỉ huy của Quân đội Florentine chống lại Cộng hòa Pisa trong cuộc chiến giành Volterra. Sáu năm sau, Niccolò Farnese đã cứu Giáo hoàng Urbanô V khỏi cuộc tấn công của Giovanni di Vico, đầu tiên là ở lâu đài Viterbo và sau đó là ở Montefiascone. Chính lòng trung thành giành cho Giáo hoàng, người Nhà Farnese đã nhận được nhiều đặc quyền, nâng gia tộc lên ngang hàng với những Nam tước La Mã thời đó như Gia tộc Savelli, Orsini, Monaldeschi và Nhà Sforza của Bá quốc Santa Fiora.

## Sự trỗi dậy của Nhà Farnese

Giáo hoàng Phaolô III với các người cháu của ông, được vẽ bởi Titian

Gia tộc Farnese đã gia tăng đáng kể quyền lực của mình trong suốt thế kỷ XV, khi lãnh thổ của họ mở rộng đến bờ phía Nam của Hồ Bolsena và Montalto, phần lớn nhờ vào công của Ranuccio Farnese. Ông là tổng chỉ huy các lực lượng của Cộng hòa Siena láng giềng chống lại Orsini của Pitigliano và sau khi giành chiến thắng, ông nhận được danh hiệu Thượng nghị sĩ của Rome. Con trai của ông, Gabriele Francesco, cũng theo nghiệp quân sự.
Con trai của Ranuccio là Pier Luigi đã kết hôn với một thành viên của gia tộc Caetani (đó là người nhà của Giáo hoàng Bônifaciô VIII), vì thế mà người nhà Farnese ngày càng trở nên quyền lực ở Rome. Giulia Farnese, con gái của ông là tình nhân của Giáo hoàng Alexanđê VI, chính vị giáo hoàng này đã phong tước vị Hồng y cho em trai cô là Alessandro (người sau này trở thành Giáo hoàng Phaolô III). Dưới thời Giáo hoàng Giuliô II, Hồng y Alessandro được bổ nhiệm làm thống đốc của Marca Anconetana và vào năm 1534, ông được bầu làm giáo hoàng thứ 220 với hiệu là Phaolô III. Dưới triều đại của Giáo hoàng Phaolô III, Công đồng Trentô được triệu tập và bổ nhiệm người nhà vào hàng giáo phẩm nhiều chưa từng có, điển hình như vào năm 1534, ông đã phong cháu trai 14 tuổi của mình là Alessandro làm Hồng y Phó tế (cardinal deacon).
Giáo hoàng Phaolô III qua đời vào năm 1549 và vai trò chính trị của ông trong Giáo triều được truyền cho cháu trai của ông là Alessandro, người vẫn là một Hồng y có ảnh hưởng và là người bảo trợ nghệ thuật cho đến khi ông này qua đời vào năm 1589.

## Được phong Công trước và cai trị thế tục
Giáo hoàng Phaolô III đã sử dụng địa vị của mình với tư cách là người đứng đầu Nhà nước Lãnh địa Giáo hoàng để gia tăng quyền lực và tài sản cho Gia tộc Farmese. Ông trao cho người con trai ngoài gia thú của mình là Pier Luigi tước hiệu gonfaloniere. Ông cũng trao cho người con trai này thị trấn Casto với tước hiệu Công tước Castro, cấp cho người này quyền sở hữu nhiều vùng đất từ Biển Tyrrhenum đến Hồ Bolsena, cũng như khu vực Ronciglione và nhiều điền trang nhỏ khác.
Năm 1545, Giáo hoàng Phaolô III đã trao cho con trai mình vùng đất Parma nằm ở phía Bắc Bán đảo Ý thuộc quyền của Lãnh địa Giáo hoàng, chính thức lập ra Công quốc Parma và gia tộc Farnese bắt đầu truyền đời nhau cai trị lãnh thổ này. Vị Công tước thứ 2 của Parma là Ottavio Farnese đã kết hôn với Margaret, con gái của Hoàng đế La Mã Thần thánh Charles V và được trao thêm Công quốc Piacenza, ban đầu Công tước Ottavio đã lập triều đình ở đó. Tuy nhiên, trong quá trình xây dựng, và có lẽ để đối phó với những âm mưu chính trị của giới quý tộc Piacentine, Ottavio Farnese đã chuyển chính phủ của mình đến Parma, nơi ông cho xây dựng Palazzo della Pilotta vào năm 1583.
Năm 1580, Ranuccio I Farnese, Công tước của Parma trở thành người đứng đầu trong danh sách kế vị ngai vàng của Vương quốc Bồ Đào Nha, sau cái chết của người chú Vua Henry I, lúc đó Ranuccio mới 11 tuổi. Ranuccio là cháu ngoại lớn nhất của Edward, Công tước thứ 4 của Guimarães, con trai duy nhất của Vua Manuel I có hậu duệ hợp pháp còn sống sót vào thời điểm đó, và theo luật kế vị của Bồ Đào Nha, ông chính là người đứng đầu trong danh sách kế vị. Tuy nhiên, cha của ông là đồng minh và thậm chí là thần dân của vua Tây Ban Nha, một đối thủ của Bồ Đào Nha, nên Ranuccio đã không thể tiếp tục quyền thừa kế này.

## Suy yếu và chuyển giao quyền lực
Công quốc Parma và Piacenza tiếp tục được cai trị bởi người nhà Farnese cho đến thế kỷ XVII. Tuy nhiên, thành phố Castro đã bị loại bỏ khỏi quyền sở hữu của gia tộc Farnese khi họ xung đột với gia tộc Barberini của Giáo hoàng Urbanô VIII, châm ngòi cho Cuộc chiến Castro. Năm 1649, xung đột kết thúc khi Giáo hoàng Innôcentê X cho phá huỷ thành phố.
Công quốc cuối cùng rơi vào sự kiểm soát và ảnh hưởng của Tây Ban Nha; Gia tộc mất Parma và Piacenza vào năm 1731 khi công tước cuối cùng của Nhà Farnese là Antonio Farnese, qua đời mà không có người thừa kế trực tiếp. Người thừa kế tài sản của ông, là cháu gái Elisabeth Farnese, Hoàng hậu của Tây Ban Nha, đã chuyển quyền sở hữu thành công cho các con trai của bà, Don Carlos (sau này là Vua Carlos III của Tây Ban Nha) và Filippo, người đã lập ra Nhà Bourbon-Parma.

## Cây phả hệ
|  |  |                               |                               |                               |                               |                               |                               |                        |                        | Alessandro Farnese (Giáo hoàng Phaolô III) (1468–1549) |                                 |                                 |                                 |                                 |                                 |                        |                        |                        |                        |                        |                        |                        |                        |                     |                     |                       |                       |                       |                       |                       |                       |  |  |                             |                             |                             |                             |                             |                             |  |  |                              |                              |                              |                              |                              |                              |  |  |  |  |  |  |  |  |  |  |  |  |  |  |  |  |  |  |  |  |  |  |  |  |  |  |  |  |
|  |  |                               |                               |                               |                               |                               |                               |                        |                        |                                                        |                                 |                                 |                                 |                                 |                                 |                        |                        |                        |                        |                        |                        |                        |                        |                     |                     |                       |                       |                       |                       |                       |                       |  |  |                             |                             |                             |                             |                             |                             |  |  |                              |                              |                              |                              |                              |                              |  |  |  |  |  |  |  |  |  |  |  |  |  |  |  |  |  |  |  |  |  |  |  |  |  |  |  |  |
|  |  |                               |                               |                               |                               |                               |                               |                        |                        |                                                        |                                 |                                 |                                 |                                 |                                 |                        |                        |                        |                        |                        |                        |                        |                        |                     |                     |                       |                       |                       |                       |                       |                       |  |  |                             |                             |                             |                             |                             |                             |  |  |                              |                              |                              |                              |                              |                              |  |  |  |  |  |  |  |  |  |  |  |  |  |  |  |  |  |  |  |  |  |  |  |  |  |  |  |  |
|  |  | (illeg.) Costanza (1500–1545) | (illeg.) Costanza (1500–1545) | (illeg.) Costanza (1500–1545) | (illeg.) Costanza (1500–1545) | (illeg.) Costanza (1500–1545) | (illeg.) Costanza (1500–1545) |                        |                        | (illeg.) Pier Luigi (1503–1547)                        | (illeg.) Pier Luigi (1503–1547) | (illeg.) Pier Luigi (1503–1547) | (illeg.) Pier Luigi (1503–1547) | (illeg.) Pier Luigi (1503–1547) | (illeg.) Pier Luigi (1503–1547) |                        |                        | (illeg.) Ranuccio      | (illeg.) Ranuccio      | (illeg.) Ranuccio      | (illeg.) Ranuccio      | (illeg.) Ranuccio      | (illeg.) Ranuccio      |                     |                     | (illeg.) Paolo        | (illeg.) Paolo        | (illeg.) Paolo        | (illeg.) Paolo        | (illeg.) Paolo        | (illeg.) Paolo        |  |  |                             |                             |                             |                             |                             |                             |  |  |                              |                              |                              |                              |                              |                              |  |  |  |  |  |  |  |  |  |  |  |  |  |  |  |  |  |  |  |  |  |  |  |  |  |  |  |  |
|  |  | (illeg.) Costanza (1500–1545) | (illeg.) Costanza (1500–1545) | (illeg.) Costanza (1500–1545) | (illeg.) Costanza (1500–1545) | (illeg.) Costanza (1500–1545) | (illeg.) Costanza (1500–1545) |                        |                        | (illeg.) Pier Luigi (1503–1547)                        | (illeg.) Pier Luigi (1503–1547) | (illeg.) Pier Luigi (1503–1547) | (illeg.) Pier Luigi (1503–1547) | (illeg.) Pier Luigi (1503–1547) | (illeg.) Pier Luigi (1503–1547) |                        |                        | (illeg.) Ranuccio      | (illeg.) Ranuccio      | (illeg.) Ranuccio      | (illeg.) Ranuccio      | (illeg.) Ranuccio      | (illeg.) Ranuccio      |                     |                     | (illeg.) Paolo        | (illeg.) Paolo        | (illeg.) Paolo        | (illeg.) Paolo        | (illeg.) Paolo        | (illeg.) Paolo        |  |  |                             |                             |                             |                             |                             |                             |  |  |                              |                              |                              |                              |                              |                              |  |  |  |  |  |  |  |  |  |  |  |  |  |  |  |  |  |  |  |  |  |  |  |  |  |  |  |  |
|  |  |                               |                               |                               |                               |                               |                               |                        |                        |                                                        |                                 |                                 |                                 |                                 |                                 |                        |                        |                        |                        |                        |                        |                        |                        |                     |                     |                       |                       |                       |                       |                       |                       |  |  |                             |                             |                             |                             |                             |                             |  |  |                              |                              |                              |                              |                              |                              |  |  |  |  |  |  |  |  |  |  |  |  |  |  |  |  |  |  |  |  |  |  |  |  |  |  |  |  |
|  |  | Alessandro (1520–1589)        | Alessandro (1520–1589)        | Alessandro (1520–1589)        | Alessandro (1520–1589)        | Alessandro (1520–1589)        | Alessandro (1520–1589)        |                        |                        | Vittoria (1521–1602)                                   | Vittoria (1521–1602)            | Vittoria (1521–1602)            | Vittoria (1521–1602)            | Vittoria (1521–1602)            | Vittoria (1521–1602)            |                        |                        | Ottavio (1524–1586)    | Ottavio (1524–1586)    | Ottavio (1524–1586)    | Ottavio (1524–1586)    | Ottavio (1524–1586)    | Ottavio (1524–1586)    |                     |                     | Ranuccio (1530–1565)  | Ranuccio (1530–1565)  | Ranuccio (1530–1565)  | Ranuccio (1530–1565)  | Ranuccio (1530–1565)  | Ranuccio (1530–1565)  |  |  | (illeg.) Orazio (1531–1553) | (illeg.) Orazio (1531–1553) | (illeg.) Orazio (1531–1553) | (illeg.) Orazio (1531–1553) | (illeg.) Orazio (1531–1553) | (illeg.) Orazio (1531–1553) |  |  |                              |                              |                              |                              |                              |                              |  |  |  |  |  |  |  |  |  |  |  |  |  |  |  |  |  |  |  |  |  |  |  |  |  |  |  |  |
|  |  | Alessandro (1520–1589)        | Alessandro (1520–1589)        | Alessandro (1520–1589)        | Alessandro (1520–1589)        | Alessandro (1520–1589)        | Alessandro (1520–1589)        |                        |                        | Vittoria (1521–1602)                                   | Vittoria (1521–1602)            | Vittoria (1521–1602)            | Vittoria (1521–1602)            | Vittoria (1521–1602)            | Vittoria (1521–1602)            |                        |                        | Ottavio (1524–1586)    | Ottavio (1524–1586)    | Ottavio (1524–1586)    | Ottavio (1524–1586)    | Ottavio (1524–1586)    | Ottavio (1524–1586)    |                     |                     | Ranuccio (1530–1565)  | Ranuccio (1530–1565)  | Ranuccio (1530–1565)  | Ranuccio (1530–1565)  | Ranuccio (1530–1565)  | Ranuccio (1530–1565)  |  |  | (illeg.) Orazio (1531–1553) | (illeg.) Orazio (1531–1553) | (illeg.) Orazio (1531–1553) | (illeg.) Orazio (1531–1553) | (illeg.) Orazio (1531–1553) | (illeg.) Orazio (1531–1553) |  |  |                              |                              |                              |                              |                              |                              |  |  |  |  |  |  |  |  |  |  |  |  |  |  |  |  |  |  |  |  |  |  |  |  |  |  |  |  |
|  |  |                               |                               |                               |                               |                               |                               |                        |                        |                                                        |                                 |                                 |                                 |                                 |                                 |                        |                        |                        |                        |                        |                        |                        |                        |                     |                     |                       |                       |                       |                       |                       |                       |  |  |                             |                             |                             |                             |                             |                             |  |  |                              |                              |                              |                              |                              |                              |  |  |  |  |  |  |  |  |  |  |  |  |  |  |  |  |  |  |  |  |  |  |  |  |  |  |  |  |
|  |  |                               |                               |                               |                               |                               |                               |                        |                        |                                                        |                                 |                                 |                                 | Alessandro (1545–1592)          | Alessandro (1545–1592)          | Alessandro (1545–1592) | Alessandro (1545–1592) | Alessandro (1545–1592) | Alessandro (1545–1592) |                        |                        | Carlo                  | Carlo                  | Carlo               | Carlo               | Carlo                 | Carlo                 |                       |                       |                       |                       |  |  |                             |                             |                             |                             |                             |                             |  |  |                              |                              |                              |                              |                              |                              |  |  |  |  |  |  |  |  |  |  |  |  |  |  |  |  |  |  |  |  |  |  |  |  |  |  |  |  |
|  |  |                               |                               |                               |                               |                               |                               |                        |                        |                                                        |                                 |                                 |                                 | Alessandro (1545–1592)          | Alessandro (1545–1592)          | Alessandro (1545–1592) | Alessandro (1545–1592) | Alessandro (1545–1592) | Alessandro (1545–1592) |                        |                        | Carlo                  | Carlo                  | Carlo               | Carlo               | Carlo                 | Carlo                 |                       |                       |                       |                       |  |  |                             |                             |                             |                             |                             |                             |  |  |                              |                              |                              |                              |                              |                              |  |  |  |  |  |  |  |  |  |  |  |  |  |  |  |  |  |  |  |  |  |  |  |  |  |  |  |  |
|  |  |                               |                               |                               |                               |                               |                               |                        |                        |                                                        |                                 |                                 |                                 |                                 |                                 |                        |                        |                        |                        |                        |                        |                        |                        |                     |                     |                       |                       |                       |                       |                       |                       |  |  |                             |                             |                             |                             |                             |                             |  |  |                              |                              |                              |                              |                              |                              |  |  |  |  |  |  |  |  |  |  |  |  |  |  |  |  |  |  |  |  |  |  |  |  |  |  |  |  |
|  |  |                               |                               |                               |                               | Margherita (1567–1643)        | Margherita (1567–1643)        | Margherita (1567–1643) | Margherita (1567–1643) | Margherita (1567–1643)                                 | Margherita (1567–1643)          |                                 |                                 | Ranuccio I (1569–1622)          | Ranuccio I (1569–1622)          | Ranuccio I (1569–1622) | Ranuccio I (1569–1622) | Ranuccio I (1569–1622) | Ranuccio I (1569–1622) |                        |                        | Odoardo (1573–1626)    | Odoardo (1573–1626)    | Odoardo (1573–1626) | Odoardo (1573–1626) | Odoardo (1573–1626)   | Odoardo (1573–1626)   |                       |                       |                       |                       |  |  |                             |                             |                             |                             |                             |                             |  |  |                              |                              |                              |                              |                              |                              |  |  |  |  |  |  |  |  |  |  |  |  |  |  |  |  |  |  |  |  |  |  |  |  |  |  |  |  |
|  |  |                               |                               |                               |                               | Margherita (1567–1643)        | Margherita (1567–1643)        | Margherita (1567–1643) | Margherita (1567–1643) | Margherita (1567–1643)                                 | Margherita (1567–1643)          |                                 |                                 | Ranuccio I (1569–1622)          | Ranuccio I (1569–1622)          | Ranuccio I (1569–1622) | Ranuccio I (1569–1622) | Ranuccio I (1569–1622) | Ranuccio I (1569–1622) |                        |                        | Odoardo (1573–1626)    | Odoardo (1573–1626)    | Odoardo (1573–1626) | Odoardo (1573–1626) | Odoardo (1573–1626)   | Odoardo (1573–1626)   |                       |                       |                       |                       |  |  |                             |                             |                             |                             |                             |                             |  |  |                              |                              |                              |                              |                              |                              |  |  |  |  |  |  |  |  |  |  |  |  |  |  |  |  |  |  |  |  |  |  |  |  |  |  |  |  |
|  |  |                               |                               |                               |                               |                               |                               |                        |                        |                                                        |                                 |                                 |                                 |                                 |                                 |                        |                        |                        |                        |                        |                        |                        |                        |                     |                     |                       |                       |                       |                       |                       |                       |  |  |                             |                             |                             |                             |                             |                             |  |  |                              |                              |                              |                              |                              |                              |  |  |  |  |  |  |  |  |  |  |  |  |  |  |  |  |  |  |  |  |  |  |  |  |  |  |  |  |
|  |  | Alessandro                    | Alessandro                    | Alessandro                    | Alessandro                    | Alessandro                    | Alessandro                    |                        |                        | Odoardo I (1612–1646)                                  | Odoardo I (1612–1646)           | Odoardo I (1612–1646)           | Odoardo I (1612–1646)           | Odoardo I (1612–1646)           | Odoardo I (1612–1646)           |                        |                        | Maria (1615–1646)      | Maria (1615–1646)      | Maria (1615–1646)      | Maria (1615–1646)      | Maria (1615–1646)      | Maria (1615–1646)      |                     |                     | Vittoria (1618–1649)  | Vittoria (1618–1649)  | Vittoria (1618–1649)  | Vittoria (1618–1649)  | Vittoria (1618–1649)  | Vittoria (1618–1649)  |  |  | Francesco Maria (1619–1647) | Francesco Maria (1619–1647) | Francesco Maria (1619–1647) | Francesco Maria (1619–1647) | Francesco Maria (1619–1647) | Francesco Maria (1619–1647) |  |  | (illeg.) Ottavio (1598–1643) | (illeg.) Ottavio (1598–1643) | (illeg.) Ottavio (1598–1643) | (illeg.) Ottavio (1598–1643) | (illeg.) Ottavio (1598–1643) | (illeg.) Ottavio (1598–1643) |  |  |  |  |  |  |  |  |  |  |  |  |  |  |  |  |  |  |  |  |  |  |  |  |  |  |  |  |
|  |  | Alessandro                    | Alessandro                    | Alessandro                    | Alessandro                    | Alessandro                    | Alessandro                    |                        |                        | Odoardo I (1612–1646)                                  | Odoardo I (1612–1646)           | Odoardo I (1612–1646)           | Odoardo I (1612–1646)           | Odoardo I (1612–1646)           | Odoardo I (1612–1646)           |                        |                        | Maria (1615–1646)      | Maria (1615–1646)      | Maria (1615–1646)      | Maria (1615–1646)      | Maria (1615–1646)      | Maria (1615–1646)      |                     |                     | Vittoria (1618–1649)  | Vittoria (1618–1649)  | Vittoria (1618–1649)  | Vittoria (1618–1649)  | Vittoria (1618–1649)  | Vittoria (1618–1649)  |  |  | Francesco Maria (1619–1647) | Francesco Maria (1619–1647) | Francesco Maria (1619–1647) | Francesco Maria (1619–1647) | Francesco Maria (1619–1647) | Francesco Maria (1619–1647) |  |  | (illeg.) Ottavio (1598–1643) | (illeg.) Ottavio (1598–1643) | (illeg.) Ottavio (1598–1643) | (illeg.) Ottavio (1598–1643) | (illeg.) Ottavio (1598–1643) | (illeg.) Ottavio (1598–1643) |  |  |  |  |  |  |  |  |  |  |  |  |  |  |  |  |  |  |  |  |  |  |  |  |  |  |  |  |
|  |  |                               |                               |                               |                               |                               |                               |                        |                        |                                                        |                                 |                                 |                                 |                                 |                                 |                        |                        |                        |                        |                        |                        |                        |                        |                     |                     |                       |                       |                       |                       |                       |                       |  |  |                             |                             |                             |                             |                             |                             |  |  |                              |                              |                              |                              |                              |                              |  |  |  |  |  |  |  |  |  |  |  |  |  |  |  |  |  |  |  |  |  |  |  |  |  |  |  |  |
|  |  | Ranuccio II (1630–1694)       | Ranuccio II (1630–1694)       | Ranuccio II (1630–1694)       | Ranuccio II (1630–1694)       | Ranuccio II (1630–1694)       | Ranuccio II (1630–1694)       |                        |                        | Alessandro (1635–1689)                                 | Alessandro (1635–1689)          | Alessandro (1635–1689)          | Alessandro (1635–1689)          | Alessandro (1635–1689)          | Alessandro (1635–1689)          |                        |                        | Orazio (1636–1656)     | Orazio (1636–1656)     | Orazio (1636–1656)     | Orazio (1636–1656)     | Orazio (1636–1656)     | Orazio (1636–1656)     |                     |                     | Caterina (1637–1684)  | Caterina (1637–1684)  | Caterina (1637–1684)  | Caterina (1637–1684)  | Caterina (1637–1684)  | Caterina (1637–1684)  |  |  | Pietro (1639–1677)          | Pietro (1639–1677)          | Pietro (1639–1677)          | Pietro (1639–1677)          | Pietro (1639–1677)          | Pietro (1639–1677)          |  |  |                              |                              |                              |                              |                              |                              |  |  |  |  |  |  |  |  |  |  |  |  |  |  |  |  |  |  |  |  |  |  |  |  |  |  |  |  |
|  |  | Ranuccio II (1630–1694)       | Ranuccio II (1630–1694)       | Ranuccio II (1630–1694)       | Ranuccio II (1630–1694)       | Ranuccio II (1630–1694)       | Ranuccio II (1630–1694)       |                        |                        | Alessandro (1635–1689)                                 | Alessandro (1635–1689)          | Alessandro (1635–1689)          | Alessandro (1635–1689)          | Alessandro (1635–1689)          | Alessandro (1635–1689)          |                        |                        | Orazio (1636–1656)     | Orazio (1636–1656)     | Orazio (1636–1656)     | Orazio (1636–1656)     | Orazio (1636–1656)     | Orazio (1636–1656)     |                     |                     | Caterina (1637–1684)  | Caterina (1637–1684)  | Caterina (1637–1684)  | Caterina (1637–1684)  | Caterina (1637–1684)  | Caterina (1637–1684)  |  |  | Pietro (1639–1677)          | Pietro (1639–1677)          | Pietro (1639–1677)          | Pietro (1639–1677)          | Pietro (1639–1677)          | Pietro (1639–1677)          |  |  |                              |                              |                              |                              |                              |                              |  |  |  |  |  |  |  |  |  |  |  |  |  |  |  |  |  |  |  |  |  |  |  |  |  |  |  |  |
|  |  |                               |                               |                               |                               |                               |                               |                        |                        |                                                        |                                 |                                 |                                 |                                 |                                 |                        |                        |                        |                        |                        |                        |                        |                        |                     |                     |                       |                       |                       |                       |                       |                       |  |  |                             |                             |                             |                             |                             |                             |  |  |                              |                              |                              |                              |                              |                              |  |  |  |  |  |  |  |  |  |  |  |  |  |  |  |  |  |  |  |  |  |  |  |  |  |  |  |  |
|  |  | Margherita Maria (1664–1718)  | Margherita Maria (1664–1718)  | Margherita Maria (1664–1718)  | Margherita Maria (1664–1718)  | Margherita Maria (1664–1718)  | Margherita Maria (1664–1718)  |                        |                        | Teresa (1665–1702)                                     | Teresa (1665–1702)              | Teresa (1665–1702)              | Teresa (1665–1702)              | Teresa (1665–1702)              | Teresa (1665–1702)              |                        |                        | Odoardo II (1666–1693) | Odoardo II (1666–1693) | Odoardo II (1666–1693) | Odoardo II (1666–1693) | Odoardo II (1666–1693) | Odoardo II (1666–1693) |                     |                     | Francesco (1678–1727) | Francesco (1678–1727) | Francesco (1678–1727) | Francesco (1678–1727) | Francesco (1678–1727) | Francesco (1678–1727) |  |  | Antonio (1679–1731)         | Antonio (1679–1731)         | Antonio (1679–1731)         | Antonio (1679–1731)         | Antonio (1679–1731)         | Antonio (1679–1731)         |  |  |                              |                              |                              |                              |                              |                              |  |  |  |  |  |  |  |  |  |  |  |  |  |  |  |  |  |  |  |  |  |  |  |  |  |  |  |  |
|  |  | Margherita Maria (1664–1718)  | Margherita Maria (1664–1718)  | Margherita Maria (1664–1718)  | Margherita Maria (1664–1718)  | Margherita Maria (1664–1718)  | Margherita Maria (1664–1718)  |                        |                        | Teresa (1665–1702)                                     | Teresa (1665–1702)              | Teresa (1665–1702)              | Teresa (1665–1702)              | Teresa (1665–1702)              | Teresa (1665–1702)              |                        |                        | Odoardo II (1666–1693) | Odoardo II (1666–1693) | Odoardo II (1666–1693) | Odoardo II (1666–1693) | Odoardo II (1666–1693) | Odoardo II (1666–1693) |                     |                     | Francesco (1678–1727) | Francesco (1678–1727) | Francesco (1678–1727) | Francesco (1678–1727) | Francesco (1678–1727) | Francesco (1678–1727) |  |  | Antonio (1679–1731)         | Antonio (1679–1731)         | Antonio (1679–1731)         | Antonio (1679–1731)         | Antonio (1679–1731)         | Antonio (1679–1731)         |  |  |                              |                              |                              |                              |                              |                              |  |  |  |  |  |  |  |  |  |  |  |  |  |  |  |  |  |  |  |  |  |  |  |  |  |  |  |  |
|  |  |                               |                               |                               |                               |                               |                               |                        |                        |                                                        |                                 |                                 |                                 |                                 |                                 |                        |                        | Elisabetta (1692–1766) |                        |                        |                        |                        |                        |                     |                     |                       |                       |                       |                       |                       |                       |  |  |                             |                             |                             |                             |                             |                             |  |  |                              |                              |                              |                              |                              |                              |  |  |  |  |  |  |  |  |  |  |  |  |  |  |  |  |  |  |  |  |  |  |  |  |  |  |  |  |